# Xã Maple, Quận Dodge, Nebraska
Xã Maple (tiếng Anh: Maple Township) là một xã thuộc quận Dodge, tiểu bang Nebraska, Hoa Kỳ. Năm 2010, dân số của xã này là 322 người.